# Miglitol
Le miglitol (également connu sous la marque Diastabol) est un antidiabétique oral de la famille des inhibiteurs d'alpha-glucosidases qui agit en diminuant l'absorption intestinale des glucides.